# Friedrich Alfred Krupp
Friedrich Alfred Krupp (Essen, 17 de febrero de 1854 - Essen, 22 de noviembre de 1902) fue un empresario industrial alemán. Responsable de la expansión que convertiría más adelante a Krupp en una de las empresas más importantes del mundo, murió a los 48 años de edad en circunstancias no del todo aclaradas, tras verse envuelto en un escándalo desencadenado por la prensa, que le había acusado de mantener relaciones homosexuales con menores durante su última estancia en la isla italiana de Capri. 

## Semblanza
Formación

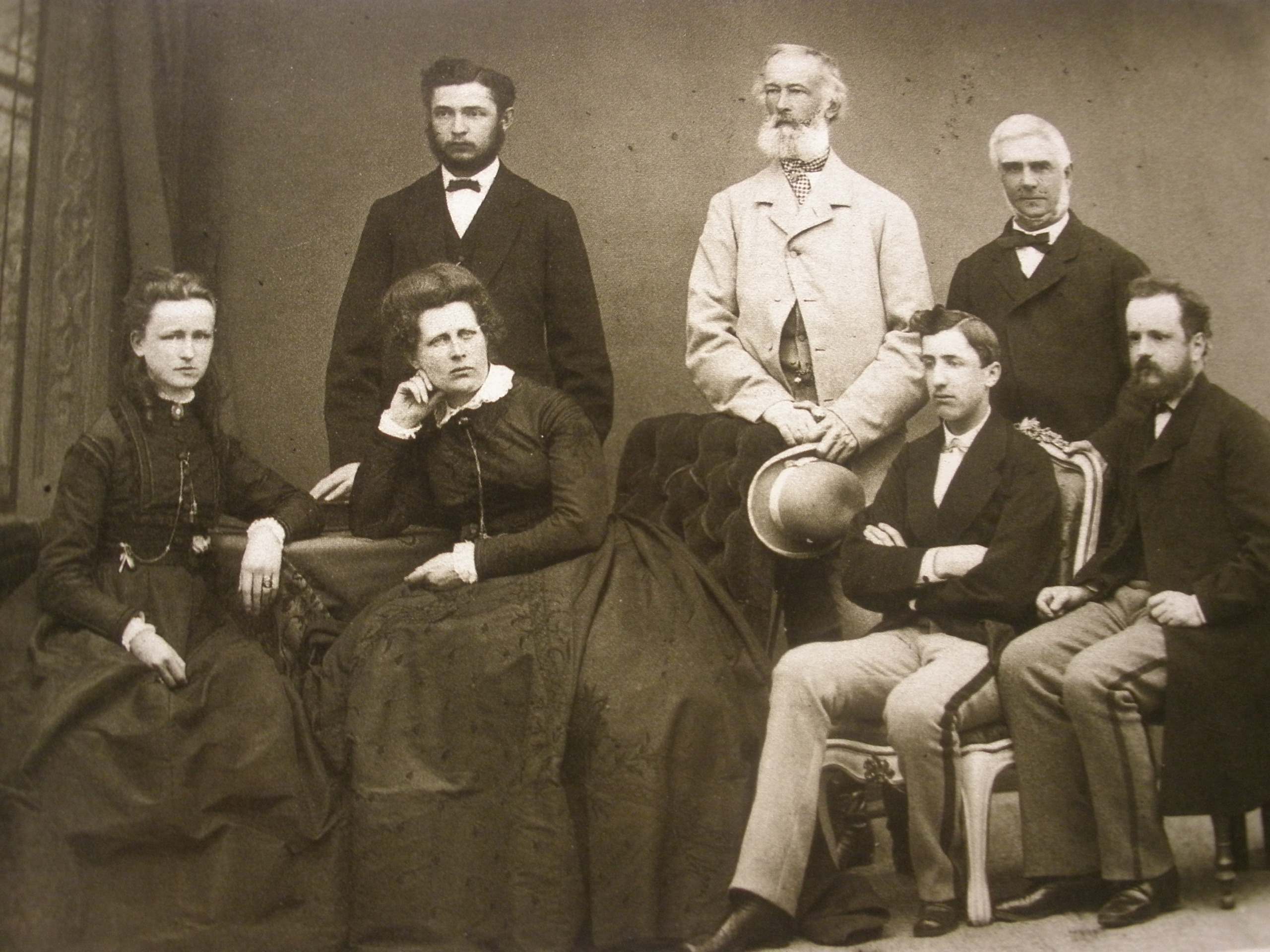
La familia Krupp y amigos (Niza, 1868). De izquierda a derecha: Clara Bruch, Bertha Krupp, Dr. Schwengberg [de pie] (tutor de Friedrich Alfred Krupp), Alfred Krupp [de pie con chaqueta blanca], Friedrich Alfred Krupp, el Dr. Schmidt [de pie] (médico residente) y otra persona

Friedrich Alfred Krupp era hijo de Alfred Krupp y de Bertha (de soltera Eichhoff). De constitución físicamente débil, desde su niñez padeció asma y reumatismo. Dado que la familia vivió en la Villa Hügel de Essen hasta que se construyó la fábrica de Gussstahl, el ambiente contaminado generado por la planta industrial pudo haber afectado a su salud. Por eso recibió gran parte de su educación de tutores privados, y solo pudo asistir al liceo local durante unos dos años. Viajó por el sur de Europa, donde pasó varias temporadas eb establecimientos termales.
La relación con su padre, de carácter dominante, fue complicada. A diferencia de su madre, Alfred Krupp se resistió durante mucho tiempo a la solicitud de  su hijo, que quería estudiar ingeniería en Brunswick con un enfoque metalúrgico, argumentando que ese título era un asunto de los especialistas empleados por la compañía, y no del propietario de la empresa. En lugar de estudiar, su padre quería que conociera de primera mano la gestión empresarial práctica desde 1872 en adelante. Esta falta de entendimiento se tradujo en que a veces lo incluían en la toma de decisiones, para excluirlo a continuación. El padre también se opuso durante mucho tiempo al matrimonio con la hija del presidente del distrito de Düsseldorf August von Ende, Margarethe von Ende, a quien el joven Krupp conoció a una edad temprana. Según sus conocidos, Friedrich Alfred tenía una personalidad afable y equilibrada, pero poco independiente y asertiva.

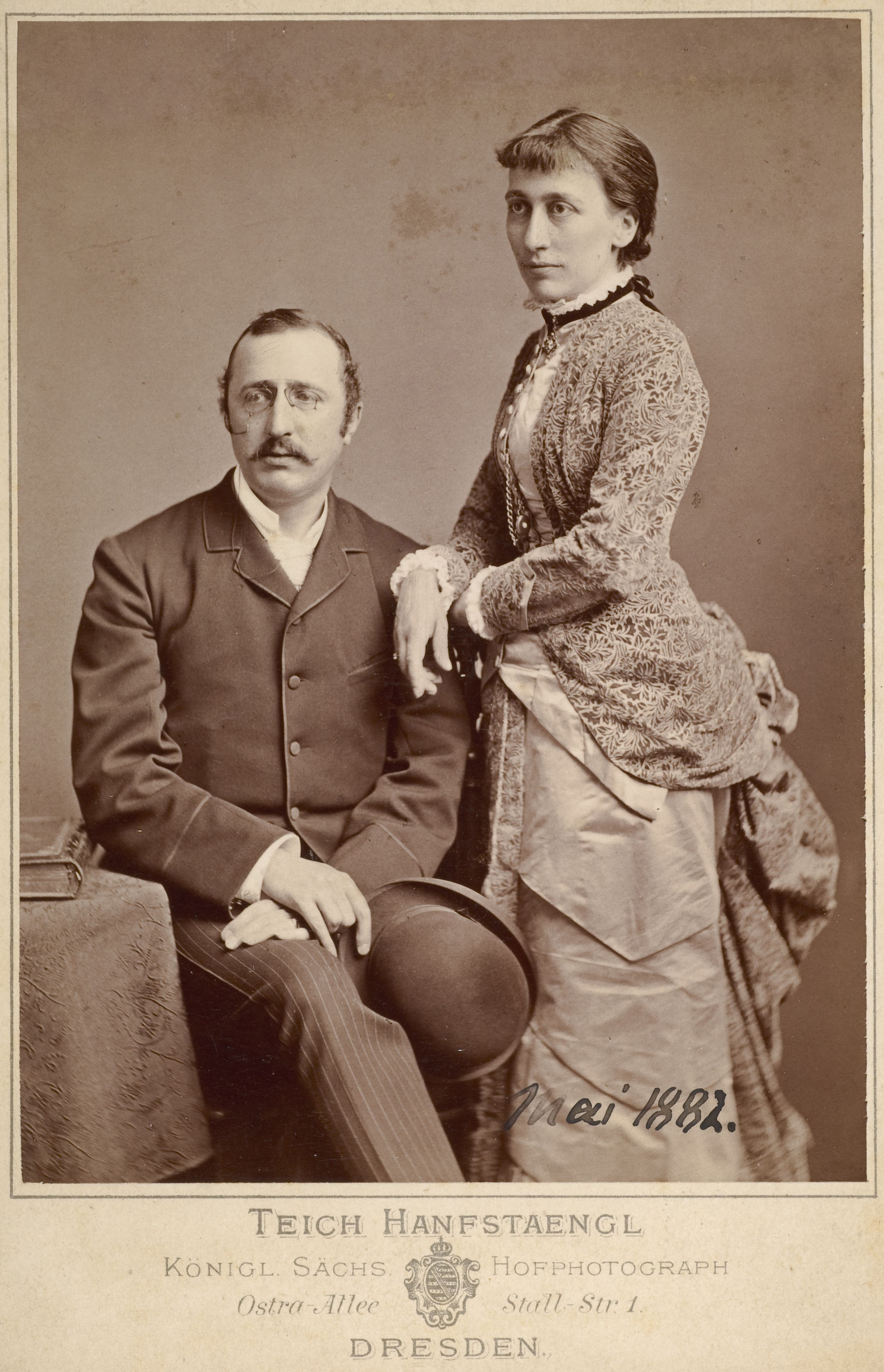
Friedrich Alfred Krupp y su esposa Margarethe von Ende (1882)

Su padre lo envió a Egipto en 1875. El viaje fue por motivos de salud y como experiencia empresarial. En ocasiones desempeñó un papel de mediador entre su padre, cada vez más retraído, y los cargos de responsabilidad de la empresa. En ocasiones, le encomendó tareas importantes, como negociar la contratación del experto financiero Gussmann de la administración pública de Württemberg. Además, también se dedicó a los problemas metalúrgicos.
En 1882, Friedrich Alfred Krupp fue admitido en el Consejo de Administración de la empresa. Sin embargo, no consiguió su propio departamento. Tras casarse ese mismo año, finalmente pudo visitar la Universidad Técnica de Brunswick durante unos meses. Durante este tiempo, estuvo en contacto constante con los especialistas en metales de Essen y sugirió, entre otras cosas, que se utilizara wolframio en las aleaciones de acero. La experiencia le animó a situar la producción sobre una base más científica tras su regreso. Por lo tanto, en 1882, se estableció un segundo laboratorio bajo la dirección de un profesor de Braunschweig. El mantenimiento que realizó de las relaciones exteriores con España, el Imperio Otomano y Japón no carecía de importancia para la empresa, y también jugó un papel importante en la adquisición de la acería de Annen.
Estaba casado con Margarethe von Ende, baronesa de Ende, con la que tuvo dos hijas, Bertha y Barbara, casada con Tilo Freiherr von Wilmowsky.
Expansión de la empresa
Friedrich consolidó y amplió la fábrica de aceros heredada de su padre Alfred Krupp y de su abuelo Friedrich Krupp, cuya dirección tomó en 1887. La fábrica, que fue ampliada con una nueva forja en Rheinhausen, producía principalmente armamento, aunque su objetivo también era convertirla en el mayor productor de acero.
El número de trabajadores, para los que introdujo una considerable cantidad de medidas sociales, se duplicó bajo su dirección hasta casi los 45.000. Su compromiso social era revolucionario para la época, siendo el artífice del asentamiento de Altenhof cerca de Essen, donde los antiguos empleados podían habitar las elegantes casas de la colonia de forma gratuita. La intención era que se alejasen del gris panorama diario que representaba en la época el trabajo en la industria.
Se amplió especialmente la producción de aleaciones de acero con silicio, níquel o cromo. Se construyeron cuatro nuevos hornos Martin así como varios talleres mecánicos y uno de electricidad. Los martillos de vapor anteriores fueron reemplazados por prensas de forja, y las correas de transmisión dieron paso gradualmente a accionamientos eléctricos. Los nuevos aceros jugaron un papel importante en la producción de armamento de la compañía, por ejemplo, con cañones de armas hechos de acero al níquel o especialmente las placas de blindaje de acero al níquel, superiores a los productos de la competencia. Krupp suministró una gran parte de los blindajes utilizados en la nueva armada alemana. Con este propósito, en la década de 1890 se construyó una gran fábrica de placas blindadas que luego se amplió varias veces. Otro aspecto de la estrategia de expansión fue la ampliación de la base de materias primas propiedad de la compañía. Los campos de mineral de hierro de Lorena (Francia) se adquirieron en 1889. En la propia Essen, la mayoría de las minas de carbón pasaron a manos de Krupp, complementándose con otras adquisiciones.

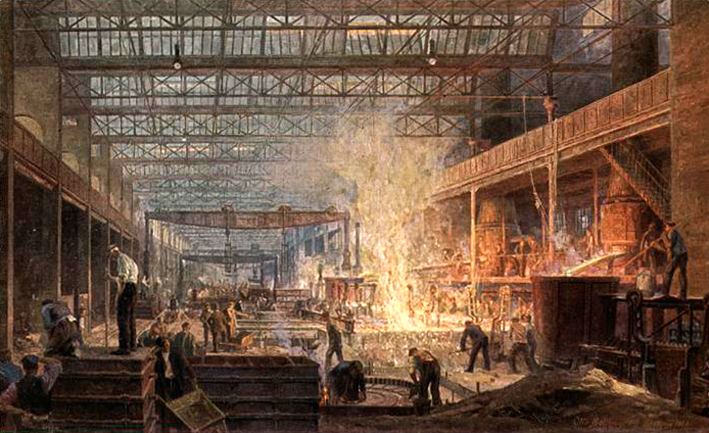
Acería Friedrich Krupp AG Grusonwerk de Magdeburgo

Estas adquisiciones estaban en la tradicional política de concentración vertical, pero también potenció la concentración horizontal. La adquisición de la acería Grusonwerke en Magdeburgo jugó un papel importante, ampliando su propia gama de productos y eliminando a un competidor. En 1893, las fábricas de Gruson se incorporaron finalmente a la empresa Krupp. La producción de armas y proyectiles se concentró en Essen, mientras que la fabricación de placas de blindaje permaneció en Magdeburgo, donde también se amplió el sector no militar. Con respecto a la fabricación de placas blindadas, Krupp pudo actuar como un monopolio tras la adquisición de Gruson y exigir precios elevados, en última instancia a expensas del contribuyente, política por la que sería criticado.
La tercera gran expansión fue la adquisición de Germaniawerft en Kiel y la fábrica de maquinaria asociada en Berlín. Sin embargo, su participación en este asunto sería menos enfática que en las otras adquisiciones. En vista de la construcción de la flota de batalla, la compra de un astillero para un fabricante de armas y placas de blindaje era una opción obvia, pero la condición del astillero, que necesitaba una profunda renovación, se convirtió en un obstáculo. Finalmente estuvo de acuerdo con la opinión mayoritaria del Consejo de Administración. También tuvo importancia que Guillermo II señalara la conveniencia de la operación. Para Krupp, una de las razones de la adquisición fue fortalecer los lazos con el estado y el emperador. Posteriormente se modernizó el astillero, y el departamento de ingeniería mecánica anteriormente ubicado en Berlín se trasladó a la costa. La fuerza laboral se amplió considerablemente a más de 3000 hombres. Los temores de Krupp resultaron estar justificados. Los altos costes de modernización fueron a expensas de los beneficios de Rheinhausen y obligaron a solicitar un préstamo de 20 millones de marcos. A diferencia de la acería Gruson, la compra no se amortizó de inmediato, sino que se pensó como una inversión en el futuro.
Política

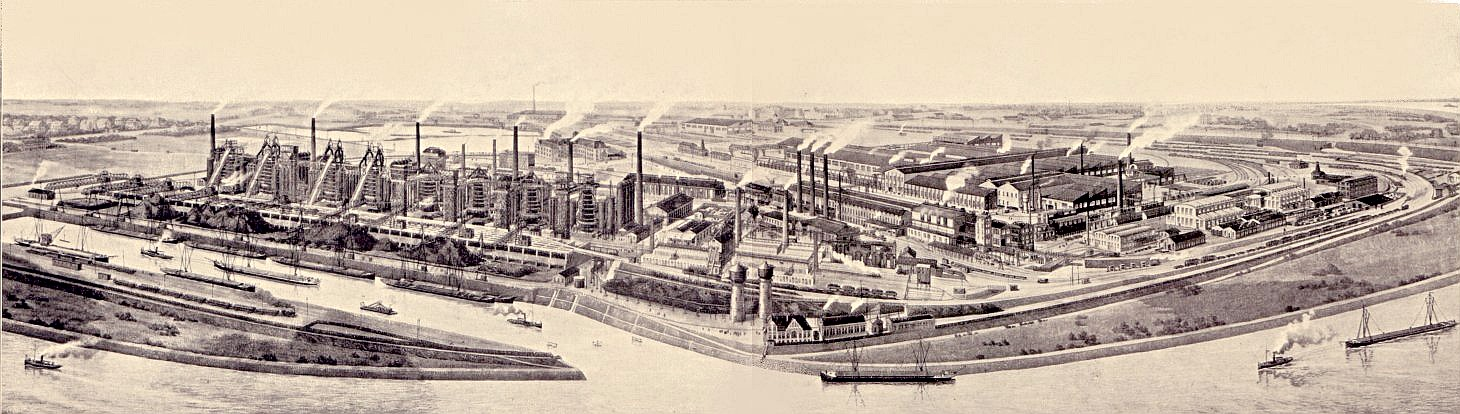
Fábrica Krupp de Rheinhausen a principios del siglo XX

A diferencia de su padre, que rechazó cualquier actividad política, Friedrich Alfred se postuló para el Reichstag por primera vez en vano en 1887. Su candidatura conservadora tuvo éxito en 1893, ajeno al partido, pero cercano a algunos de sus miembros. Se dice que el deseo de Guillermo II jugó un papel importante en su candidatura. Krupp no destacó en el Parlamento.
Sin embargo, el mandato en el Reichstag resultó ser problemático, ya que parte del público ya lo veía como un prototipo de capitalista. Además, sus intereses económicos como fabricante de armas estaban estrechamente vinculados a la construcción de la flota de combate. Como miembro del parlamento, quedó expuesto a sus críticos.
Hubo especulaciones en público sobre las enormes ganancias de la compañía a partir de los acuerdos de armamento. Aunque la participación total del sector de armamento disminuyó gradualmente, los márgenes de beneficio obtenidos en este sector fueron significativamente más altos que con otros productos. Su posición de cuasimonopolio en el negocio de las placas blindadas en particular le dio a la empresa grandes beneficios a expensas del contribuyente. La crítica fue presentada por August Bebel y Eugen Richter en el Reichstag en diciembre de 1899.
Políticamente, Krupp hizo campaña por el armamento desde el principio, cuyo interés propio jugó un papel importante. Se trataba de incrementar las oportunidades de venta de su empresa. También sintió una fuerte compromiso personal con Guillermo II. Paralelamente a la oficina de noticias de la Oficina Naval Imperial Alemana, la prensa del sur de Alemania, en gran parte apoyada por Krupp, sirvió para propagar la idea de la necesidad de una nueva flota armada. La propaganda no se limitó a la publicidad del armamento de la marina, sino que también hizo campaña a favor de la política mundial alemana o de la preservación del status quo interno del Imperio Alemán. Más claramente que antes, Friedrich Alfred vinculó los intereses empresariales con una dirección política que el propio emperador representó en primer lugar.
En la reunión del consejo de Essen el 6 de noviembre de 1896, el alcalde  Kommerzienrat concedió la ciudadanía honoraria de la ciudad de Essen al secreto  Erich Zweigert Friedrich Alfred Krupp.
Capri

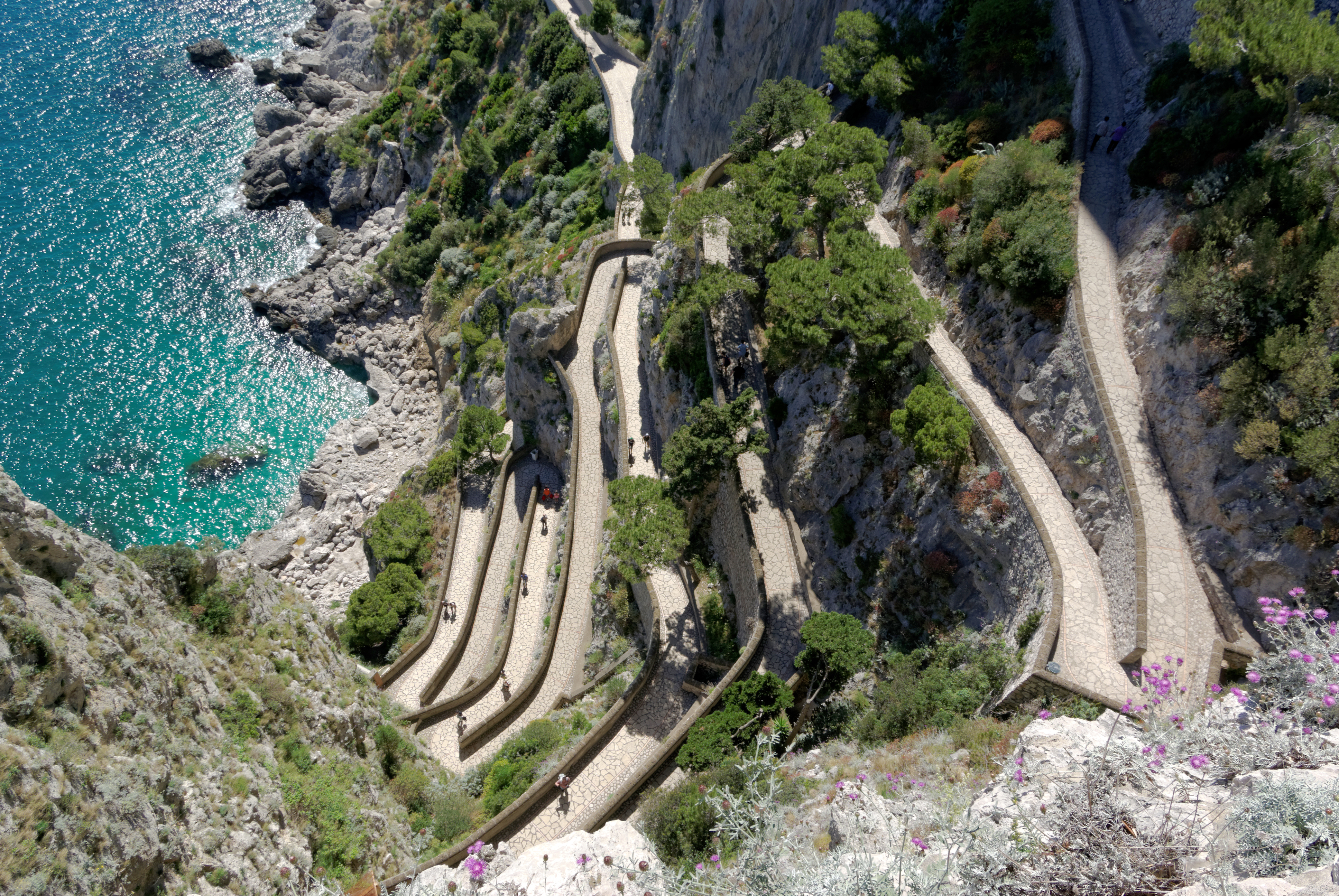
"Via Krupp" en Capri

Krupp era un entusiasta de la isla de Capri, en la que pasaba a menudo los meses de invierno. En Capri hizo construir un camino serpenteante en los acantilados para llegar más rápidamente desde su hotel preferido, el hotel Quisisana, hasta la Marina Piccola, donde solía esperar su barco científico preparado para el estudio de la biología marina. En honor a Friedrich Alfred Krupp, el camino se llama «Via Krupp» y es una atracción turística, a pesar de que ha estado cerrado en algunas ocasiones por peligro de desprendimiento. El estudio de la biología marina era su principal pasatiempo en Capri, donde trabó contacto con otros estudiosos como Felix Anton Dohrn e Ignazio Cerio.
En la Marina Piccola también se había acomodado una cueva para reuniones sociales y «diversas celebraciones». Existe una polémica sobre si hubo orgías con menores o si esas acusaciones fueron parte de un intento de extorsión de un periodista. Krupp se enteró de las acusaciones en julio de 1902 a través de algunos periódicos italianos; el 15 de noviembre de 1902 el periódico socialdemócrata Vorwärts lo describió como homosexual. Poco después, el 22 de noviembre, murió en la Villa Hügel en Essen. Oficialmente se habló de una apoplejía como causa de la muerte, pero una parte de la prensa habló de suicidio. En su testamento ordenó la transformación de la compañía en una sociedad anónima, cuyas acciones serían para su hija mayor Bertha. Su esposa, que antes del  escándalo había recibido una serie de fotografías comprometedoras, acabó siendo internada en una institución psiquiátrica.